# Le Boudin

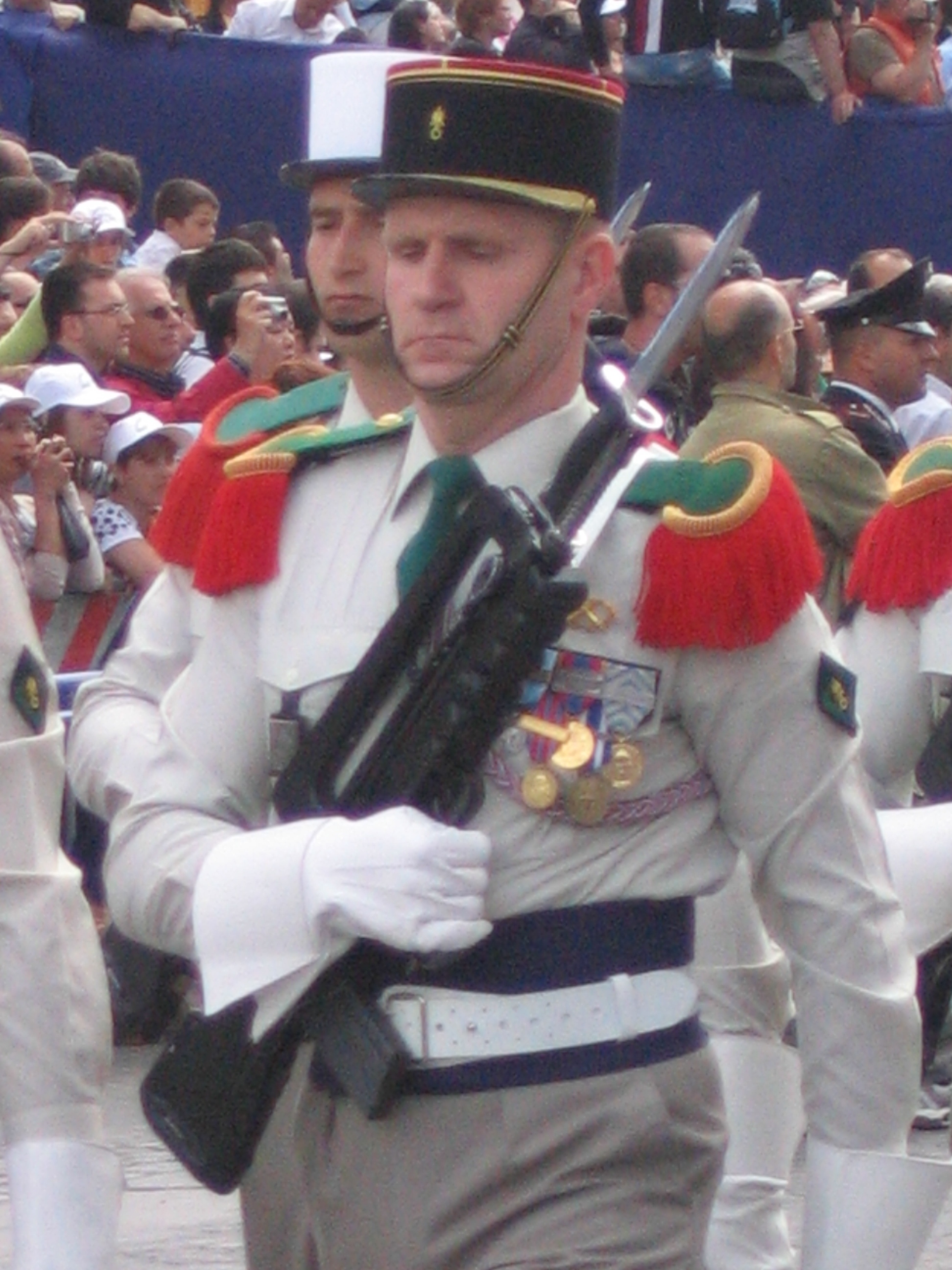
Legionario del 2.º Regimiento de infantería extranjera.

Le Boudin (en francés: La morcilla) es la canción de marcha oficial de la Legión Extranjera Francesa. Su ritmo hace que la tropa marche a razón de 88 pasos por minuto, una tasa más lenta que la habitual de 120 pasos por minuto del resto de regimientos de infantería. El «paso legionario» más lento que el de los otros cuerpos obliga a la Legión a desfilar en último lugar, durante las ceremonias oficiales.

## Etimología
Los orígenes de la palabra «boudin», como las del famoso estribillo, no son muy conocidas. Podría tener su origen en la lona de la tienda que se enrollaba en las mochilas de los legionarios en el s.XIX y que a menudo se denominaba con el nombre de este producto embutido.

## Música
Habría sido compuesta por Wilhem, a su regreso de las guerras de Crimea o de México. Tras la composición original, la canción habría sido completamente reorquestada, armonizada y compuesta por el jefe de música de la Legión, A. Dussenty.

### Neutralidad belga en la expedición a México
Una versión sitúa el origen de estas letras antes de que la Legión se embarcara para México . El regimiento extranjero se reúne allí para perfeccionar sus preparativos para una campaña lejana con condiciones climáticas particularmente duras. El atuendo se ajusta en consecuencia y adoptamos un paquete ligero, que se lleva sobre el hombro, apodado «morcilla» por su forma. Al enterarse de que la Legión Extranjera debe involucrarse en este conflicto, el rey de los belgas, Leopoldo I, invocando la necesidad de neutralidad de su joven reino, ya muy comprometido por su hija Carlota de Bélgica, esposa de Maximiliano I, emperador de México, pactó con Napoleón III con la finalidad de que ninguno de sus súbditos tomara parte en las operaciones planeadas. Napoleón acepta esta solicitud y da la orden de enviar a los ciudadanos belgas de regreso a Argelia. En la reunión de las unidades, los legionarios en cuestión son sacados de las filas y obligados a devolver el famoso equipo especial. Ignorantes de las razones diplomáticas de esta reincorporación, los legionarios muestran que desaprueban el desalojo de sus camaradas belgas cantando irónicamente la famosa letra.

### Preferencia y reducción de reclutamiento de la Legión
Otra versión parece encontrar sus fuentes en la reducción de la Legión y una decisión ministerial del 6 de marzo de 1871, recordado por una circular de 27 de noviembre de 1873, que suspende con carácter general los compromisos voluntarios de los extranjeros y especifica que sólo pueden obtener autorizaciones los alsacianos, los lorenanos (en particular los nacionales de las regiones anexionadas por el nuevo imperio alemán y que se han convertido en extranjeros de hecho y de derecho) y los suizos. ¿Alguna vez se eludió esta regla? Está permitido dudarlo. Sin embargo, ésta tiene un resultado durante este período: la sustitución casi total de los extranjeros de todas las nacionalidades, a medida que son liberados, por alsacianos, lorenanos y suizos. La edad media de los legionarios se reduce así, ya que los lorenanos y alsacianos que acuden allí se alistan jóvenes.

### Neutralidad belga en la guerra franco-prusiana de 1870
Generalmente se reconoce una tercera versión, supuestamente tradicional. La letra actual probablemente se adoptó alrededor de 1870. Antes de la guerra franco-prusiana, una versión sustituyó a «la boudin» por «les rosses» (en francés: las rosas). Cuando estalla la guerra, Francia decide que la Legión Extranjera debe participar. El rey de los belgas, Leopoldo II, solicitó formalmente que los legionarios que fueran nacionales de su país no participaran en este conflicto debido a la neutralidad de Bélgica para evitar un casus belli con la vecina Prusia. El gobierno francés accede a esta petición, y los legionarios que parten hacia la metrópolis cantan a sus desafortunados camaradas estas palabras un tanto despectivas.

## Letra

### Francés (original)
Refrain
Tiens, voilà du boudin, voilà du boudin, voilà du boudin
Pour les Alsaciens, les Suisses et les Lorrains,
Pour les Belges, y en a plus, Pour les Belges, y en a plus,
Ce sont des tireurs au cul.
Pour les Belges, y en a plus, Pour les Belges, y en a plus,
Ce sont des tireurs au cul.
1re sonnerie 
Nous sommes des dégourdis,
Nous sommes des lascars
Des types pas ordinaires.
Nous avons souvent notre cafard,
Nous sommes des légionnaires.
1er couplet
Au Tonkin, la Légion immortelle
À Tuyen-Quang illustra notre drapeau,
Héros de Camerone et frères modèles
Dormez en paix dans vos tombeaux.
2e sonnerie
Nos anciens ont su mourir.
Pour la gloire de la Légion.
Nous saurons bien tous périr
Suivant la tradition.
2e couplet
Au cours de nos campagnes lointaines,
Affrontant la fièvre et le feu,
Oublions avec nos peines,
La mort qui nous oublie si peu.
Nous la Légion.
Refrain

### Traducción al castellano
Estribillo
Mira, aquí hay morcilla, aquí hay morcilla, aquí hay morcilla
Para alsacianos, suizos y loreneses,
Para los belgas ya no hay, para los belgas ya no hay,
Que son terribles tiradores.
Para los belgas ya no hay, para los belgas ya no hay ,
Que son terribles tiradores.
1er redoble
Somos los espabilados,
somos los muchachos
y no tipos ordinarios.
A menudo tenemos nuestra cucaracha,
Somos los legionarios.
1er verso
En Tonkin, la Legión Inmortal
En Tuyen Quang ilustró nuestra bandera,
Héroes de Camarón y hermanos modélicos
Dormid en paz en vuestras tumbas.
2º redoble
Nuestros antepasados sabían morir.
Por la gloria de la Legión.
todos sabremos perecer
Siguiendo la tradición.
2 verso
Durante nuestras lejanas campañas,
Frente a la fiebre y al fuego,
Olvidémonos con nuestras penas,
La muerte que nos olvida tan poco.
Nosotros la Legión.
Coro 

## En la cultura popular
- Legionario (1998), Peter MacDonald .
- La guerra de los botones (2011), Yann Samuell - banda sonora .
- The New Button War (2011), Christophe Barratier - banda sonora.